# Кігті ягуара
Кігті ягуара (англ. The Jaguar's Claws) — американський вестерн режисера Маршалла Нейлана 1917 року.

## У ролях
- Сессю Хаякава — Ел Ягуар
- Фрітці Брюнетт — Бет Томас
- Том Мур — Філ Джордан
- Марджорі Доу — Ненсі Джоржан
- Том Форман — Гаррі Ноулз
- Мейбл Ван Бурен — Мері